# Грб Уједињених Арапских Емирата
Грб Уједињених Арапских Емирата је званични хералдички симбол државе Уједињени Арапски Емирати. Грб има облик амблема, а усвојен је 22. марта 2008. године.
Грб се састоји од златног сокола, који крилима придржава округли штит у бојама националне заставе. На рубу штита стоји седам сребрних петокраких звезда, које представљају седам Емирата федерације. Соко канџама придржава црвену траку на којој је исписано државно гесло.
Грб који је био у упораби од 1973. до 2008, незнатно се разликовао од садашњег. На штиту црвене боје био је приказан брод који плови на стилизованом мору.